# Ещё до войны
«Ещё до войны» — повесть русского советского писателя Виля Липатова, опубликована в 1971 году. В 1982-м году в СССР был снят одноимённый телефильм по мотивам повести, режиссёр — Борис Савченко.

## История
Повесть была впервые опубликована в 1971 году в журнале «Знамя» (№ 9—10). Первое издание повести появилось в следующем году в книге «Две повести» вместе с повестью «Серая мышь», вышедшей в издательстве «Молодая гвардия» («Две повести», Москва, «Молодая гвардия», 1972).
Действие происходит в 1939 году. Произведение повествует о патриархальности и косности довоенной деревни, которая помешала соединиться молодым людям, полюбившим друг друга. Обращаясь к родне влюблённых, деревенский пьяница и самодеятельный актёр Лёнька Мурзин говорит: «Чего это вы произвели с Анатолием и Раюхой, когда промеж ними любовь? Меня лично вы интересовать не можете, а вот государствие к вам интерес поимеет!..» Эта вера в справедливость «государствия» прослеживается и в другом герое Липатова — деревенском участковом Анискине.

## Сюжет
Тихо и неспешно текла жизнь в приобской деревне Улым на берегу Кети накануне войны. После смерти отца в деревню к родному дяде, председателю колхоза, приехала молодая девушка Рая. Городская девушка поначалу с трудом приспосабливалась к патриархальности деревенской жизни. Постепенно ей стал нравиться её устой, она стала по-другому воспринимать жизнь, повзрослела, стала уверенной в себе женщиной, у неё появилась подруга. Во время репетиции самодеятельного спектакля по чеховскому «Признанию», она и деревенский тракторист Анатолий, недавно демобилизованный из Красной Армии, полюбили друг друга. Вся деревня с замиранием сердца следила за развитием их романа. Это, однако, пришлось не по душе их родным. Дядя Раи считал, что она должна выполнить наказ отца и выучиться на инженера, а родители Анатолия искали сильную и работящую невестку, чтобы следить за их большим хозяйством, и городская худенькая «стерлядка» им никак не подходила. Сговорившись, они отправили парня на дальнюю заимку, пока Рая не уедет в город на учёбу. Узнав об этом, Рая понеслась на заимку, чтобы увидеться с любимым. В день отъезда из деревни, она ждала на пристани Анатолия, но лишь, когда пароход отчалил от берега, он прискакал на коне…
Так шла жизнь в тихой деревне Улым за два года до войны, в которой погиб и Анатолий Трифонов, и двоюродные братья Раи, потеряла руку Гранька… Большие изменения ждали тихий Улым после войны…

## Персонажи
- Пётр Артемьевич Колотовкин — председатель колхоза
- Ульяна Мурзина — деревенская баба
- Анатолий Трифонов — младший командир[2] запаса, тракторист
- Валька Капа — деревенская девушка, влюблённая в Анатолия
- Иван Веденеевич — капитан парохода «Смелый»
- Рая Колотовкина — племянница Петра Артемьевича
- Мария Тихоновна — жена Петра Артемьевича
- Капитолина Алексеевна Жутикова — учительница
- Виталька Сопрыкин — деревенский парень
- тётя Паша — сторожиха
- Капитон Колотовкин — киномеханик
- Гранька Оторви-да-брось — трактористка, подруга Раи
- Василий, Фёдор, Андрей — сыновья Петра Алексеевича
- Пашка Набоков — гармонист
- Лёнька Мурзин — местный пьяница и самодеятельный артист
- дед Абросимов — старик, подружившийся с Раей